# Plymouth Savoy
Plymouth Savoy – samochód osobowy klasy pełnowymiarowej produkowany pod amerykańską marką Plymouth w latach 1954–1964. 

## Pierwsza generacja

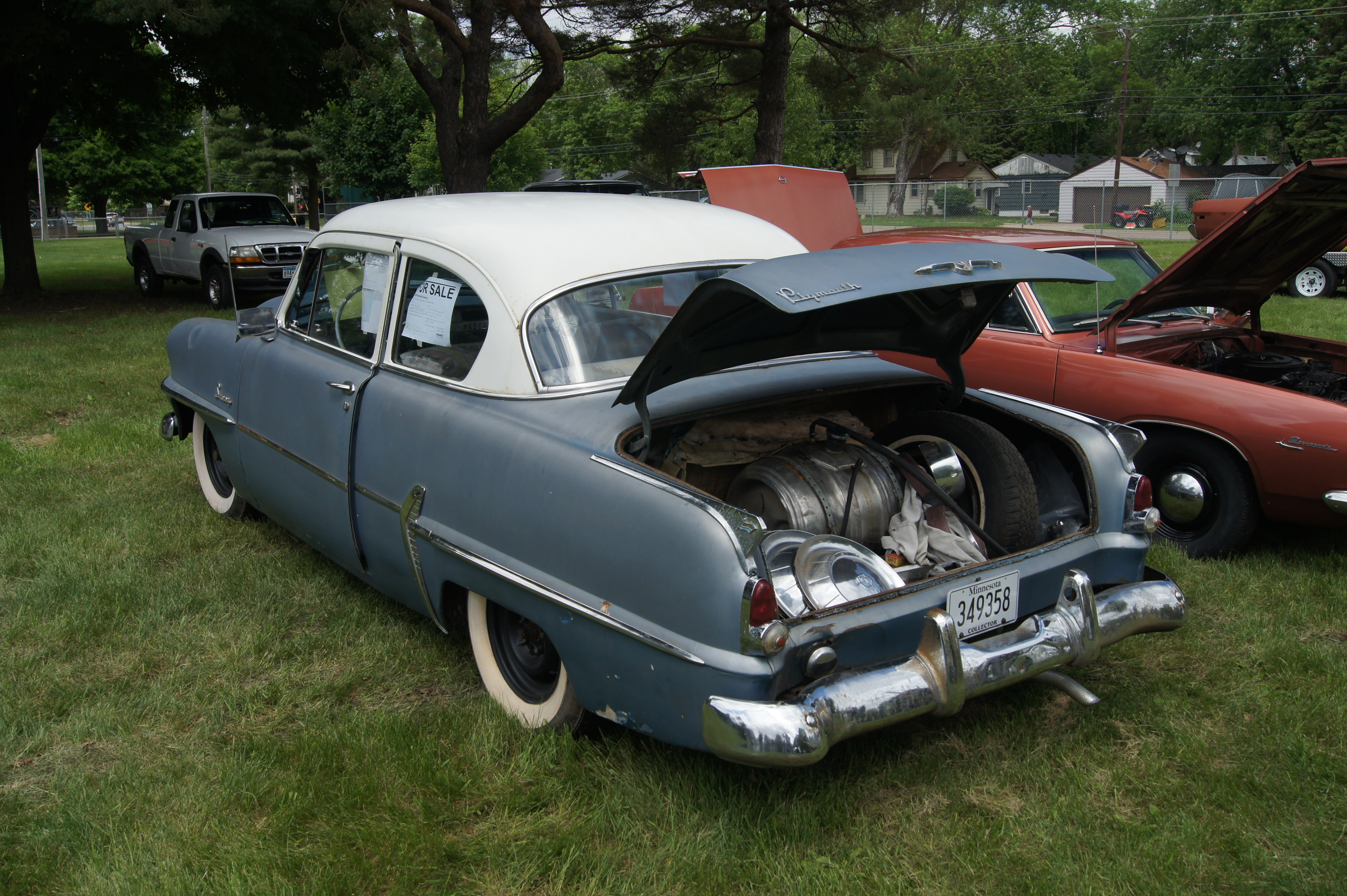
Plymouth Savoy I - tył

Plymouth Savoy I został zaprezentowany 15 października 1953 roku w ramach 1954 roku modelowego.
Nazwa Savoy początkowo w pierwszej połowie lat 50. XX wieku była stosowana jako dla lepiej wyposażonych odmian kombi modeli Plymouth Concord (w latach 1951-52) oraz Cranbrook (w 1953). Począwszy od 1954 roku modelowego zdecydowano się nazwać tak odrębną linię modelową, stanowiącą pośredni poziom cenowy pomiędzy tańszym modelem Plaza a droższym Belvedere – przy czym wszystkie trzy modele były oparte na tej samej konstrukcji i nie różniły się wielkością ani silnikiem. Sama konstrukcja stanowiła przestylizowany model Plymoutha z 1953 roku.
Samochód utrzymano w typowych proporcjach dla innych oferowanych wówczas pojazdów Plymoutha, zyskując obłe nadkola i okrągłe reflektory, a także dużą chromowaną atrapę chłodnicy.

### Silniki
- L6 3.6l

## Druga generacja

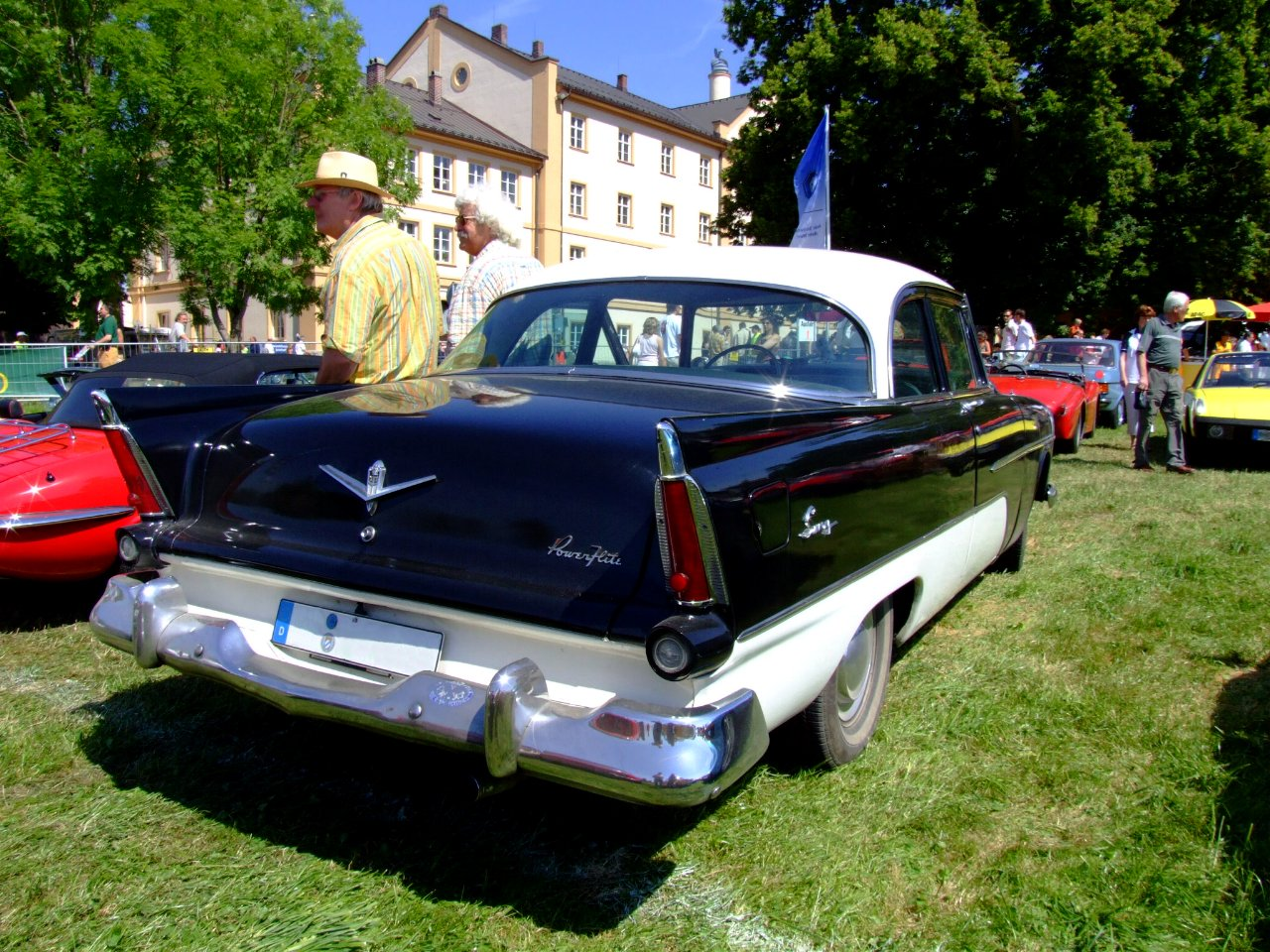
Plymouth Savoy z 1956 - tył

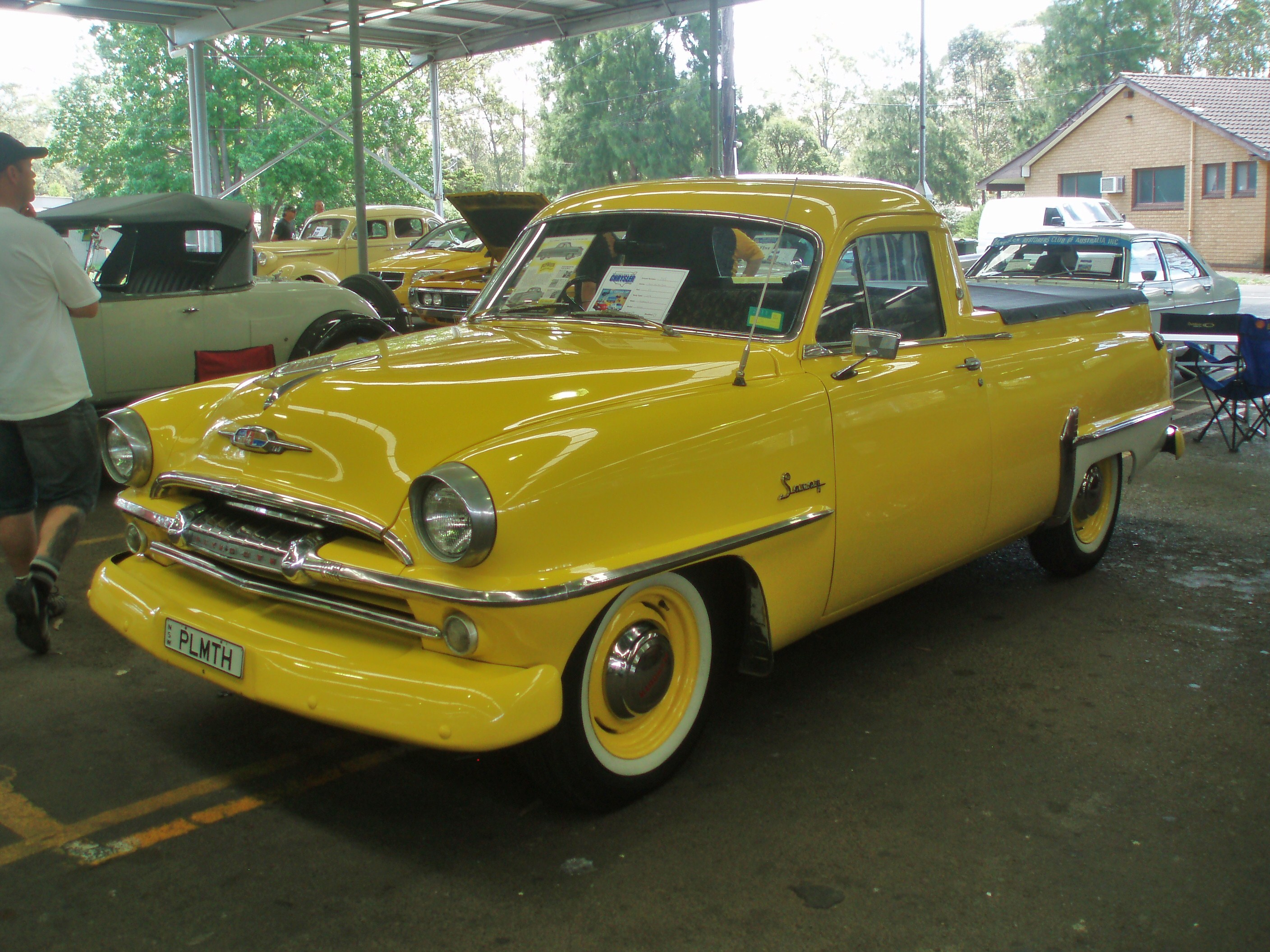
australijski Plymouth Savoy Pickup (oparty na poprzedniej geeracji)

Plymouth Savoy II został zaprezentowany po raz pierwszy w 1955 roku.
Druga generacja Plymoutha Savoy zastąpiła dotychczasowe wcielenie po niespełna rok trwającej produkcji, przechodząc obszerny zakres modyfikacji w kształcie detali oraz proporcjach nadwozia.
Zdecydowano się na bardziej strzelisty kształt nadkoli, a także charakterystyczne tylne błotniki w skrzydlatym kształcie. Opcjonalnie samochód dostępny był także w dwukolorowym malowaniu nadwozia.

### Silniki
- L6 3.7l
- V8 4.4l
- V8 4.9l
- V8 5.2l
- V8 5.9l
- V8 6.3l
- V8 6.5l

## Trzecia generacja

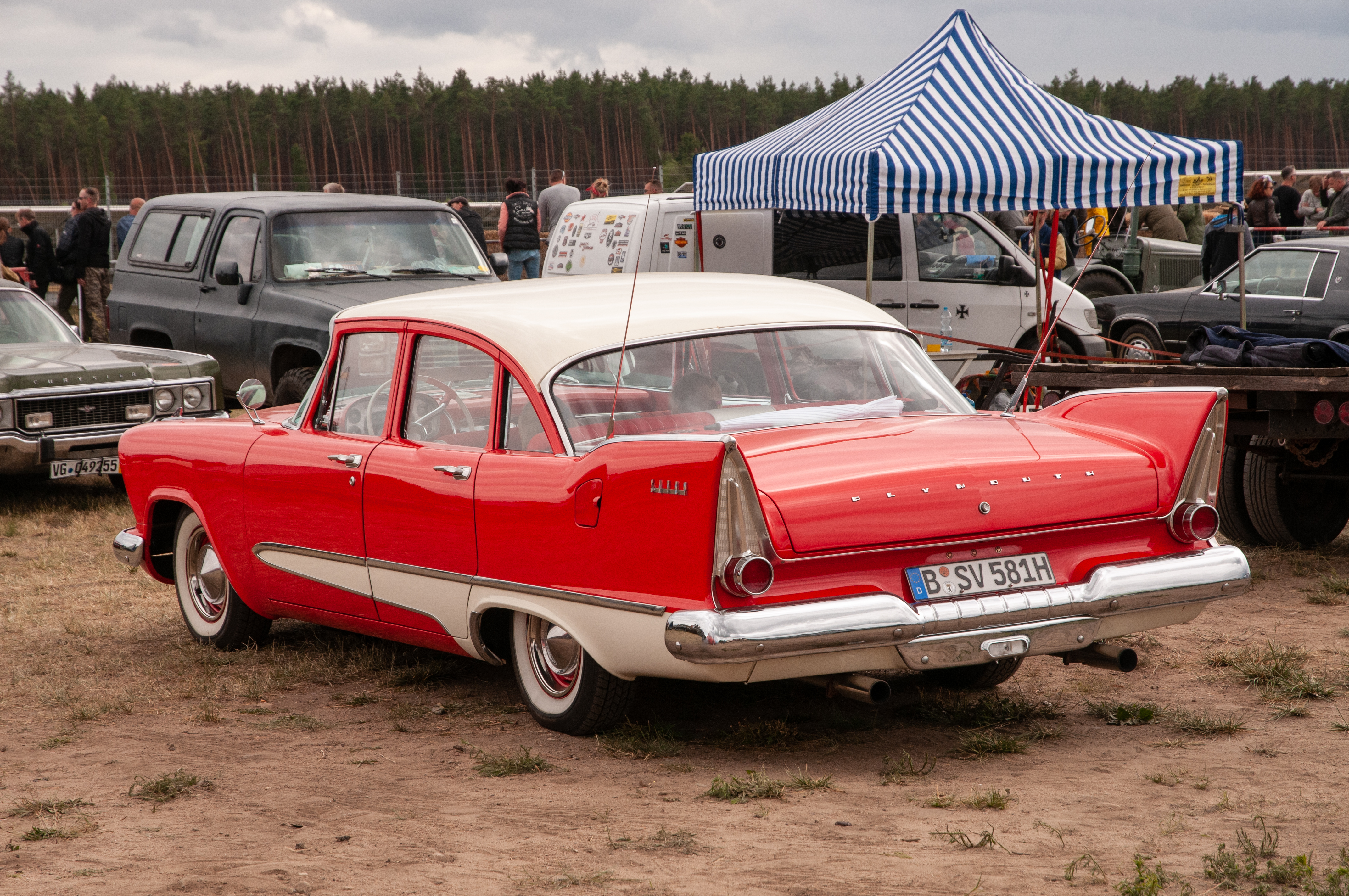
Plymouth Savoy III - tył

Plymouth Savoy III został zaprezentowany po raz pierwszy w 1957 roku.
Trzecia generacja Plymoutha Savoy kontynuowała wizualny zakres zmian w kierunku masywniejszej sylwetki. Zwiększenie się wymiarów zewnętrznych wynikało głównie z pojawienia się znacznie dłuższej maski, a także klapy wyraźnie zarysowanego bagażnika ze skrzydlato zarysowanymi nadkolami.
Podobnie do pokrewnego modelu Plaza, Plymouth Savoy trzeciej generacji zdobiony był z przodu dużą, chromowaną atrapą chłodnicy oraz podwójnymi, wysoko osadzonymi reflektorami.

### Silniki
- L6 3.7l
- V8 4.4l
- V8 4.9l
- V8 5.2l
- V8 5.9l
- V8 6.3l
- V8 6.5l

## Czwarta generacja

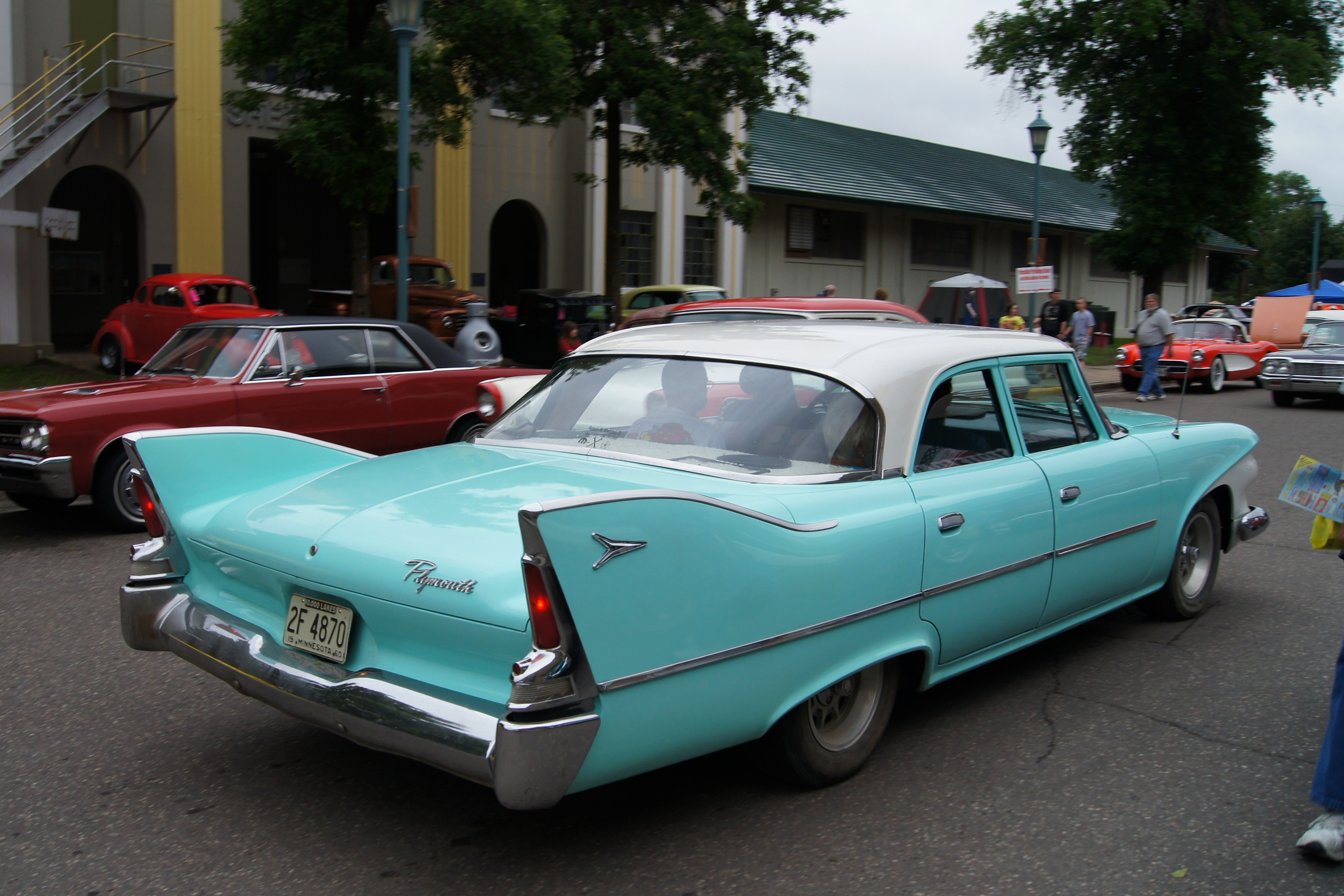
Plymouth Savoy IV - tył

Plymouth Savoy IV został zaprezentowany po raz pierwszy w 1960 roku.
Czwarta generacja Plymoutha Savoy utrzymana została w typowych dla modeli producenta na początku lat 60. XX wieku proporcjach charakteryzujących się łukowymi przetłoczeniami w wyraźnie zaakcentowanych nadkolach, a także opcjonalnym dwukolorowym malowaniem nadwozia dostępnym w topowych wariantach wyposażenia.
Był to ostatni model serii z popularnym w drugiej połowie lat 50. XX wieku skrzydlato zarysowanym kształtem tylnych nadkoli, na których krawędziach umieszczono lampy.

### Silniki
- L6 3.7l
- V8 4.4l
- V8 4.9l
- V8 5.2l
- V8 5.9l
- V8 6.3l
- V8 6.5l

## Piąta generacja

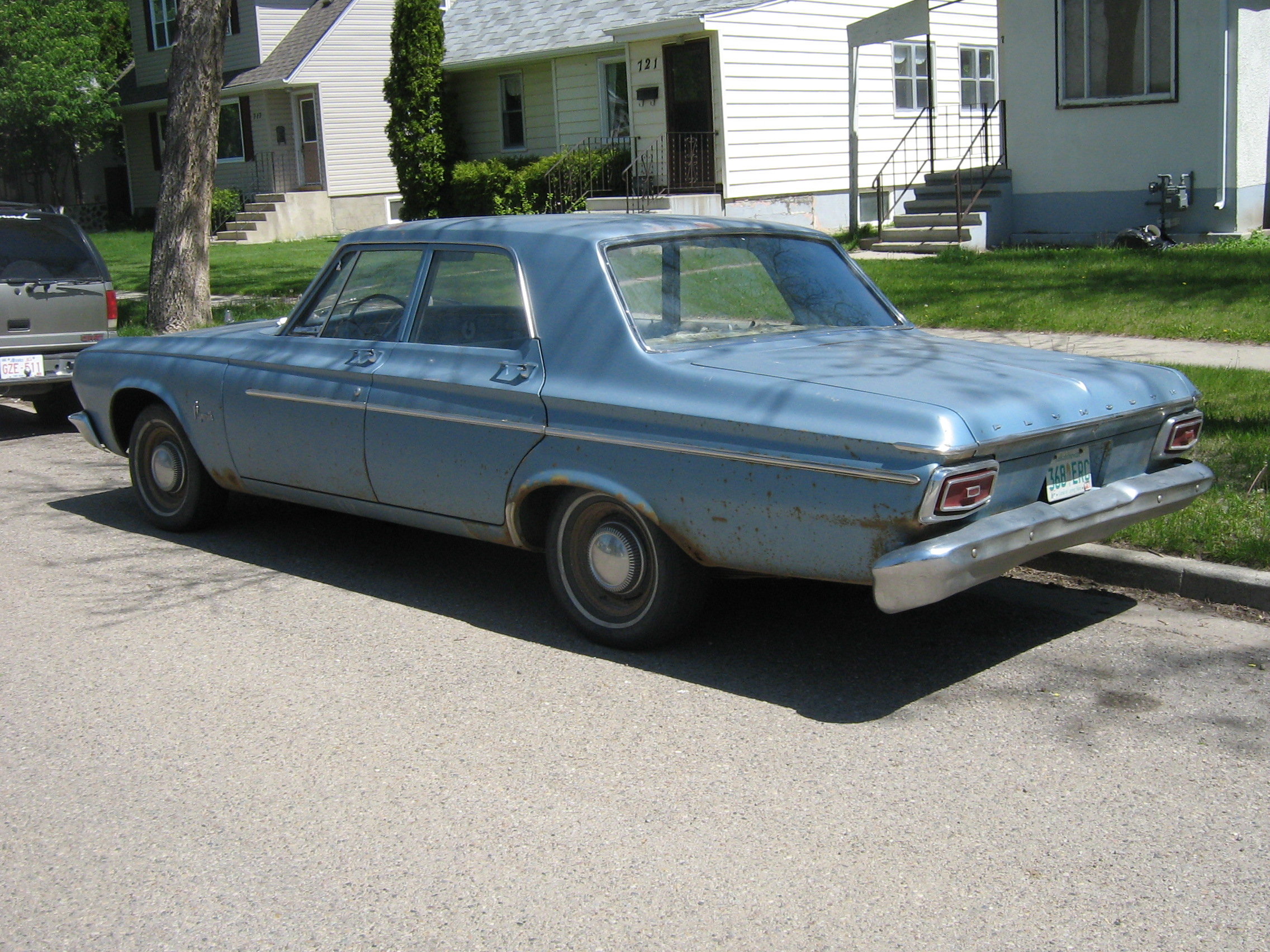
Plymouth Savoy V - tył

Plymouth Savoy V został zaprezentowany po raz pierwszy w 1962 roku.
Piąta i zarazem ostatnia generacja Plymoutha Savoy przeszła najobszerniejszy zakres zmian w historii tej linii modelowej. Samochód oparto na nowej platformie koncernu Chrysler o nazwie B-body, co wiązało się także z obszernymi zmianami stylistycznymi.
Nadwozie zyskało bardziej zwarte i foremne proporcje, porzucając awangardowe i ostre zakończenia nadkoli znane z poprzedników. Po trwającej dwa lata produkcji następcą został model Satellite

### Silniki
- L6 3.7l
- V8 5.2l
- V8 5.9l
- V8 6.3l